# Wágner de Andrade Borges
Wágner de Andrade Borges (* 3. dubna 1987) známý i jako Wágner je brazilský fotbalový útočník od roku 2014 hrající za polský klub Zawisza Bydgoszcz.

## Klubová kariéra
V létě 2014 přestoupil z portugalského Moreirense FC do polského týmu Zawisza Bydgoszcz, kde podepsal dvouletý kontrakt.